# 胡佳 (社會活動家)
胡佳（1973年7月25日—），原名胡嘉，祖籍安徽芜湖，中国社会活动家。多年来从事多项社会运动，包括环保事业、抗击艾滋病和争取民主人权等，並勇於以行動聲援、營救民間異議人士包括高智晟、劉曉波，中國作家趙昕譽之「金子般純粹的胡佳」，2005年公開宣布退出中国共产黨党組織少先隊。2008年，胡佳因为“煽动颠覆国家政权罪”被中華人民共和國政府判处有期徒刑3年零6个月；同年，他获得欧洲议会颁发的萨哈罗夫人權奖以表彰他在中國人權方面奮鬥的贡献，並連續多年獲提名角逐諾貝爾和平獎，亞洲週刊同年分析，中國已出現「胡佳現象」，稱胡佳開創了「中國維權最新模式」。
胡佳在2014年公開倡議，為中國大陸的維權人士建立維基百科條目，讓國際社會有机会認識了解被指控為煽动颠覆国家政权的人士，特別是不為外界所認識的行動者，胡佳而後自己建立了曹順利條目。2014年7月16日，胡在北京市朝陽區遇袭受傷，上颌骨骨折。

## 生平
胡佳父母分别就读于清华大学、南开大学，1957年成右派，而后被下放到河北、甘肃及湖南等地区劳动。1973年胡佳出生，但由于两人异地分居，胡佳由父亲抚养。1978年右派的名誉被恢复，胡佳一家得以团聚。从1989年起，胡佳因目睹六四屠殺开始坚持食用素食。
胡佳1996年毕业于北京经济学院信息工程专业。2005年7月28日，胡佳与曾金燕登记结婚。2007年，他的女儿胡谦慈出生。2016年12月胡佳和曾金燕正式离婚。
胡佳遭拘捕期間，前妻曾金燕在博客記錄如何思念並支持丈夫，曾金燕因此於2007年5月獲美國《時代》雜誌列入全球一百位最具影響力的「英雄與先驅」人物。曾在博客如此描述丈夫：
胡佳是誰？胡佳是一九七三年出生在北京一個二十年右派家庭的安徽蕪湖人，戶口登記時使用的是「胡嘉」兩個字。胡佳是一對七十歲老夫婦的兒子，同時他還是一個女人的丈夫。胡佳是一個佛教徒，還是一個十六年堅持嚴格的素食主義者。胡佳是一個從一九九六年開始從事環保工作的環保人士；胡佳是一個從二零零一年開始從事愛滋病工作的積極份子；胡佳是一個關注並維護愛滋病感染者、拆遷者、上訪者、六四傷殘者等弱勢邊緣人群權利的行動者；胡佳是一個勇於說真話的人；胡佳是一個保護不了自己的瘦小的北京市民。
中國法律學者許志永形容胡佳「是一個赤誠無私的志願者，幾乎是一個職業的志願者，哪裏最需要有人幫助，他就出現在哪裏。」

## 運動

### 維權與胡佳現象
亞洲週刊2008年分析，中國已出現「胡佳現象」，稱胡佳開創了「中國維權最新模式」。胡佳強調自己「不懂政治，只想要公正道義」。具體說，越來越多民間志願者受到胡佳的影響，不以意識形態號召，而要求「具體問題具體解決」，且全力營救弱勢群體；方式上則善用互聯網和手機，建構公民社會力量。

### 参与中国境内之環保行动
1996年，还在大学读书的胡佳，看到了《人民日报》2月9日登载的《一位日本老人与中国汉子的沙漠奇缘》一文，该文介绍了日本九旬老人远山正瑛连续六年，长期在内蒙古的恩格贝沙漠植树造林之经历。胡佳看后，当即寄了100元过去，这是当地收到的第一笔国内捐款。胡佳同好友林易商议后，于3月23日，前往恩格贝沙漠，跟日本老人及当地工作人员一起植树一星期。
同年胡佳加入了民间环保组织自然之友。1996年8月，自然之友组织第一次志愿者活动，一行80多人前往恩格贝沙漠植树造林。同年参与创建中国绿色大学生论坛。
1996年7月到1997年7月，胡佳在北京电视台的环保节目《走进自然》担任编导。
1997年3月，胡佳参与大学生环保组织山诺会活动：看护北京紫竹院公园里的一对大雁，以防正在孵化的大雁蛋卵被偷走，后取得保护物种之成效。
同年7月到8月，胡佳等“97大学生绿色营”30人赴西藏林芝地区考察森林生态及地方宗教文化对环境保护的影响。胡佳曾先后三次赴青藏高原考察。
1998年，湖北石首天鹅洲麋鹿保护区中的麋鹿，因为洪水受困。胡佳受世界自然基金会的委派，前往实地考察，回来后即给国际爱护动物基金会发报告，该基金会拨款5000美元予以救助，胡佳与中国代表葛芮一起前往湖北救助麋鹿。
1998年下半年，青海治多县西部工委第二任书记扎巴多杰受邀来到北京，自然之友委派胡佳陪同其在北京的活动。1999年8月，胡佳进入可可西里北沿，接应野牦牛队。同时也成为了野牦牛队的一员。
1999年9月到2000年4月，胡佳担任香港地球之友的驻北京代表。
2000年春，胡佳改创了藏羚网，该网站是宣传保护藏羚羊的中文网站。
他还曾担任野牦牛队的编外队员、北京爱知行健康教育研究所执行所长、爱源汇的创建者之一。

### 艾滋病志願工作
2000年7月，胡佳通过王力雄，认识了爱知行动（美国民主基金会为该组织的赞助者之一） 的项目负责人万延海，在万延海的影响下，胡佳开始关注中国的艾滋病状况。2002年8月24日，万延海被中国安全部门秘密拘押，引起国际舆论的关注，9月20日，万延海获释。在此期间胡佳担任了爱知行动的项目协调人。
2001年9月11日—11月7日，胡佳在印度艾哈迈达巴德Centre for Environmental Education （页面存档备份，存于） 接受环保培训。
2002年11月9日，21岁的学生刘荻被拘捕。2003年3月，胡佳参与了呼吁释放刘荻的签名活动。10月，胡佳前往北京市公安局，申请要求释放刘荻的示威游行，没有得到批准。
2003年6月至8月，胡佳作为北京爱知行健康教育研究所执行所长，应美中关系全国委员会的邀请，赴美进行为期两个月的艾滋病考察访问活动。
2004年5月，胡佳与岑舒远等人在北京注册成立了北京爱源汇教育研究中心，由志愿者从事非营利的艾滋病公益活动。

### 軟禁與拘押
- 2004年

4月初，由于担心胡佳在清明节期间组织纪念六四15周年的活动，胡佳被国保支队成员拘押了2天。
4月15日，胡佳为纪念胡耀邦逝世15周年，到天安门广场献花，被当地警方拘捕，警方后要求胡佳母亲带胡佳去做精神鉴定，家人认为胡佳精神正常，未予前往。
5月底，美国驻华大使雷德前往河南，出席全球艾滋病综合防治项目（GAP）在该省的启动仪式，并考察艾滋病高发村，在此期间，胡佳被软禁在家。
6月3日，胡佳被国保支队从家中带走，拘押在一地下室，6月6日获释。
- 2005年

2月15日上午，胡佳等数十名中国保钓人士以及一些北京市民前往日本驻北京大使馆前示威，以抗议日本政府宣布将在钓鱼岛上修建灯塔。 而在2003年，胡佳就曾参与过保钓活动。
4月28日到5月4日，有报道指，胡佳被国保支队成员从父亲的家中带走拘押，期间遭到暴力侵犯。
8月29日到9月2日，联合国副秘书长、人权事务高级专員阿尔布尔女士等联合国官员访问中国时，胡佳被软禁在家。
11月，中国艾滋病防治会议在郑州举行，胡佳在递交请愿信时曾被当地公安人员带走，后被警方带离郑州。
- 2006年

1月中旬，时逢中国前领导人赵紫阳逝世一周年，胡佳被软禁在家。
郭飞雄于2月3日，遭暴力袭击，他怀疑是受警方指示或系秘密警察所为。由于通过法律途径无法防止可能的进一步迫害，著名人权律师高智晟于次日发起维权绝食接力，声援受迫害的维权者。2月6日，胡佳、齐志勇公开接力绝食，表示声援。
2月7日，胡佳辞去了在爱源汇的职务。
2月16日上午9:00-10:00之间，胡佳失踪，由于此前胡佳一直在中国安全部门人员的监控之下，外界普遍推测，胡佳是被秘密拘押到了某处。在此期间，中国大陆公开参与接力绝食的人，其中已经有多人被软禁、拘捕。但警方否认带走了胡佳。
胡佳的家人，包括妻子曾金燕，多次前往当地公安局、派出所、检察院，但毫无结果。曾金燕公开了自己的blog：寻找胡佳，坚持每天写作，许多网友留言表示同情、支持。
2月23日，国际特赦组织发布了一封关注胡佳去向的信件。同日，联合国艾滋病规划署驻华办事处向中国卫生部询问关于胡佳失踪的事件，呼吁中国政府展开调查。中国外交部发言人刘建超在回答有关胡佳下落的记者提问时称，中国政府不会仅仅因为表述异议就逮捕某个人。
3月3日，国际环保组织Global Response发布了一封关注胡佳去向的 呼吁信。
3月10日，国际艾滋病组织The AIDS Policy Project发表了致中国领导人胡锦涛的公开信，关注胡佳失踪事件。联合国人权高级专员会就胡佳失踪事件与中国政府联系。
3月13日，北京爱知行研究所发表了《关于艾滋病工作者胡佳失踪的声明》。
3月21日，曾金燕幾经周折终于举行了中外记者见面会，有二十多家媒体参与采访。
3月22日，中国国务院防治艾滋病工作委员会办公室主任、中国卫生部副部长王陇德，在回答记者有关胡佳的提问时表示不知道胡佳在哪儿，并称与民间艾滋病组织合作良好。同日，数十名艾滋病活跃人士等前往中华人民共和国驻法国巴黎使馆、驻美国华盛顿使馆、驻纽约领事馆抗议，要求尽快释放胡佳，其中有打出标语“FIGHT AIDS, NOT AIDS ACTIVISTS”（与艾滋病鬥，不是与艾滋病工作者鬥）。
3月28日中午，在失踪41天后，胡佳获释。胡佳接受采访时表示，秘密拘禁他的正是一再否认带走他的国保，并且当地派出所是直接执行机构。 根据曾金燕透露，此后胡佳一直被软禁在家，直至2007年2月。
- 2007年

4月10日，有报道指，由于对外公开了高智晟的谈话， 胡再一次被软禁。
5月20日，胡佳在买菜路上被人殴打，他认为是“北京市公安局国内安全保安总队秘密警察”的人。
10月24日，胡佳对德国总理默克尔致感谢信，对其9月会见达赖喇嘛表示支持。在此之前，达赖喇嘛曾经接见过曾金燕，并且为他们的孩子起了一个藏族名字。
- 2008年

5月2日，在2008年夏季奧林匹克運動會香港區火炬接力的尖沙咀一段火炬傳送路線上，重慶大廈之外牆被掛上「釋放胡佳」的橫額。

### 入獄
- 2007年12月28日，胡佳被北京市公安局国内安全保卫支队以涉嫌“颠覆国家政权罪”刑事拘留。
- 2008年3月18日，北京市第一中级人民法院对胡佳案举行了非公开的审理，胡佳在庭上进行了无罪辩护，法庭没有当庭宣判结果。[35][36] 当天中国国务院总理温家宝在记者会中，被问及胡佳案时说，“您所提到的个案问题，我明确地讲，中国是法治国家，这些问题都会依法加以处理。所谓在奥运会之前抓捕异见人士，纯属无中生有，完全是不存在的。”[37]4月3日，北京市第一中级人民法院以“煽动颠覆国家政权罪”，判处胡佳有期徒刑3年零6个月。[38]4月4日，新华社引用了胡佳的判决书中称，胡佳先后在境外网站发表两篇文章，恶意造谣、诽谤及煽动，妄图达到颠覆中国国家政权和社会主义制度的目的。这2篇涉案文章分别题为《十七大之前中国政法系统大范围制造恐怖气氛》和《一国不需要两制》。[39] 曾金燕就称，胡被定罪的证据是5篇文章：《林牧老先生于今日下午14：00前后过世》、《郭飞雄和江伟与〈沈阳政坛地震〉》、《一国无需两制》、《中共十七大之前 中国政法系统大范围制造恐怖气氛》和《国庆及十七大来临 警方连续侵犯公民权利》和2次采访：《胡佳谈高智晟律师被绑架前后的情况》及《向专制的体制发起和平的挑战》。[40]
- 美國總統歐巴馬於2009年5月1日紀念世界新聞自由日發表文告，提到师涛與胡佳等新聞工作者還被關在中國的監獄中。[41]

### 出獄
2011年6月20日，曾金燕去监狱看望胡佳。 2011年6月23日，人权观察亚洲倡导促进事务部主任索菲·理查森（Sophie Richardson）认为胡佳被判服刑本身实不公正，如果胡佳出狱后继续被中国当局以另一种形式关押，就会充分显出中国当局对法治的承诺过于薄弱。 6月24日至28日国务院总理温家宝对匈牙利、英国、德国进行正式访问。
2011年6月26日凌晨，曾金燕在Twitter表示胡佳已出狱回家。
2012年11月，胡佳被软禁在安徽老家，他写出《给中共十八大的十八项要求》，再度呼吁政治民主化。
2013年3月14日，胡佳被北京警方以寻衅滋事为由传唤带离家门，当天被释放，传唤过程中遭到北京警方违规执法，致头部创伤并流血。胡佳对媒体称“如果现场有把刀，我一定宰了那个1.85米的畜生。”
2014年7月16日20時12分，胡佳北京市朝阳区草房地铁站东侧100米路北被若干便衣人员袭击受伤。便衣人员随后驾车离去，胡佳眼镜被打飞，未能看清车号。

## 得獎
- 2007年，無國界記者組織首度頒發的「中國獎」，由北京知名維權人士胡佳、曾金燕夫婦共同獲得；評委讚譽胡佳是「為了中國的表達自由而進行和平鬥爭的最傑出的代表之一」。[49]
- 2008年，法国巴黎市政府授予胡佳巴黎榮譽市民。[50]
- 連續多年被提名角逐諾貝爾和平獎。[51]
- 2008年10月23日，歐洲議會宣布，将2008年度薩哈羅夫獎（歐洲議會最高人權獎）授予胡佳，以「表明對那些在中國為了自由而每天奮鬥的人權捍衛者們的由衷感謝」。[52] 而在此前，中華人民共和國政府方面曾为了阻碍胡佳获奖而对欧洲议会广泛施加压力，中華人民共和國驻欧盟使团指胡佳“散布谣言、煽动颠覆政府”和“非法和外国人接触”。该团团长宋哲在向欧洲议会主席波特林递交的警告信中称，如果胡佳获得萨哈罗夫奖，这将“严重损害”中欧关系，且会“再次伤害中国人民的感情”。[53][54] 在欧洲议会授予胡佳奖项后，中華人民共和國外交部发言人秦刚发表声明强烈谴责欧洲有关方面。[55]